# Thomas De Quincey (schrijver)

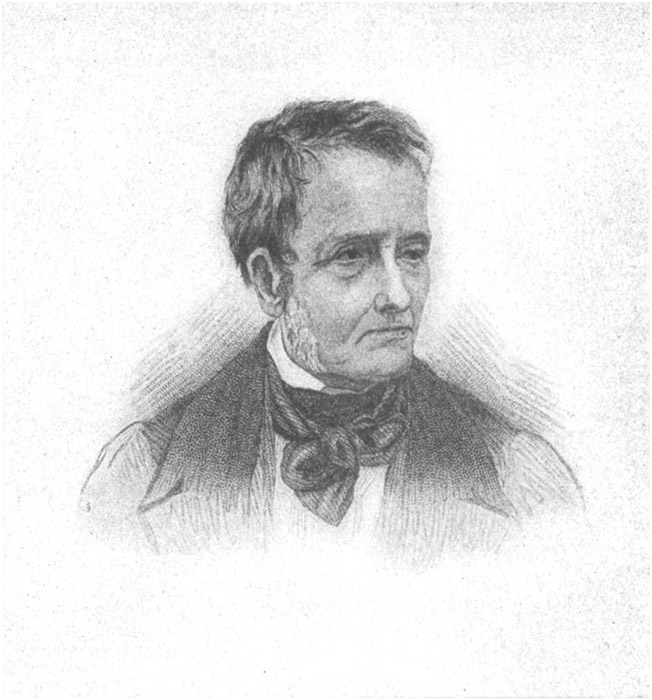
Thomas De Quincey uit Modern English Books of Power, door George Hamlin Fitch

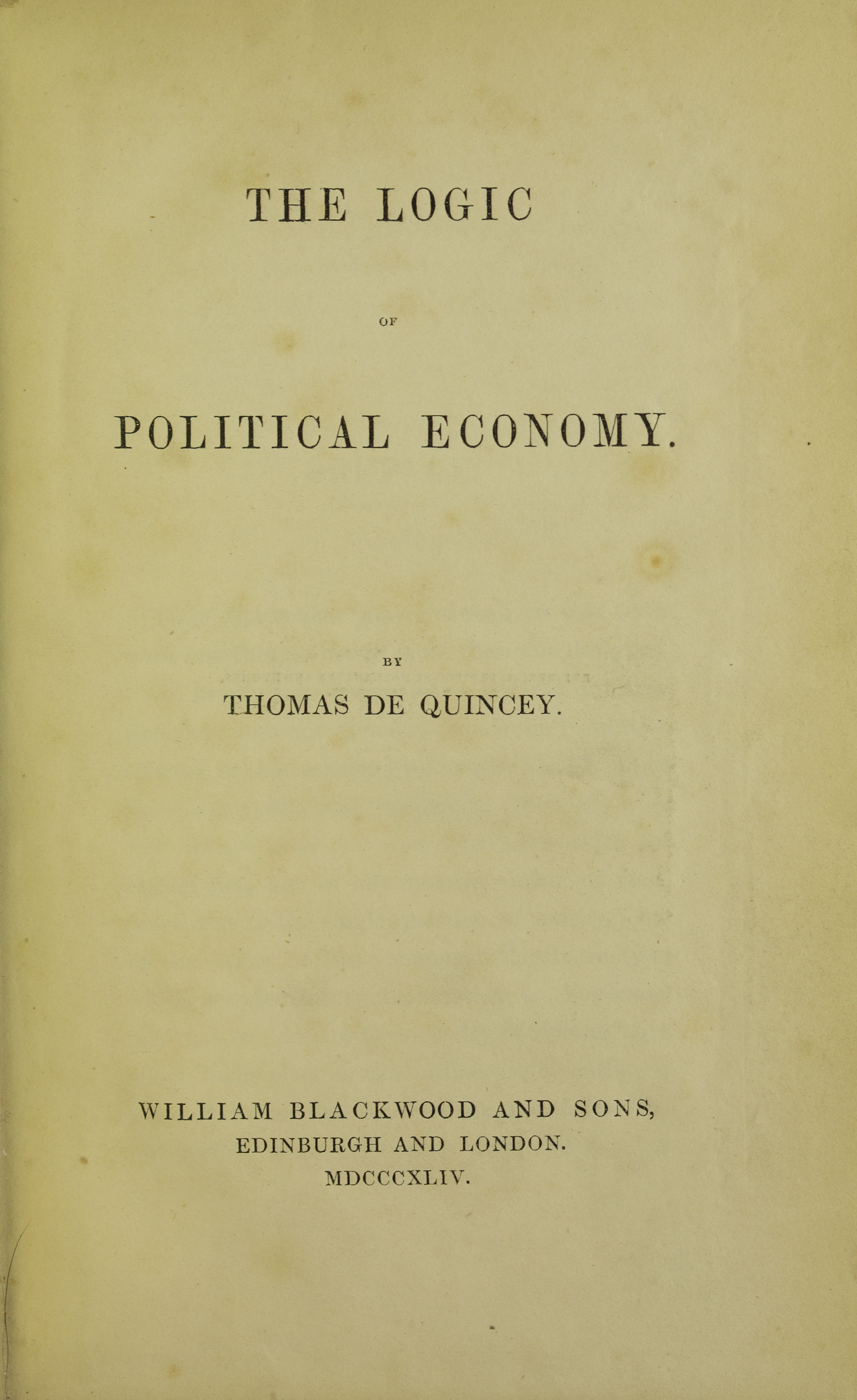
Logic of political economy, 1844

Thomas De Quincey (Manchester, 15 augustus 1785 – Edinburgh, 8 december 1859) was een Engels schrijver en intellectueel, het best bekend om zijn Confessions of an English Opium-Eater (1821).